# 負離子 (流行語)
負離子是帶負電荷的離子，源自日本的一個詞彙，負離子是「舒適離子」、「元氣離子」。因為空氣中的粉塵、塵埃有較多正離子，容易讓人不舒適，而負離子則能使人感到舒適愉快。
而關於負離子與人體健康的關聯性則起源於19世紀末到20世紀初之間，當時有些學者主張，負空氣離子（negative air ions）對人體健康有正面幫助，但目前尚未有科學證據足以證明。各國主管機關未訂出相關法令標準，相關商品亦有困難以判斷效能及不實宣傳而遭罰款者，且有学者認為其为伪科学。

## 參看
- 陰離子